# Fatzke
Ein Fatzke (auch: Appelfatzke oder Hannefatzke) ist in der Berliner Umgangssprache ein arroganter, eitler und von sich eingenommener Mensch.

## Herkunft
Vermutlich leitet sich die im 19. Jahrhundert entstandene Bezeichnung aus dem polnischen Vornamen Wacek (Koseform von Wacław) ab, der wiederum auf den tschechischen Vornamen Václav zurückgeht. Nach einer anderen Deutung hat der Name möglicherweise auch seinen Ursprung in dem frühniederdeutschen Verb fazen, was so viel bedeutet wie spotten oder zum Narren halten, beziehungsweise in dem frühniederdeutschen Substantiv Fatz, welches sich aus der lateinischen Vokabel facetia (Witz, Spötterei, Scherz) herleitet.

## Verwendung
Der Begriff Fatzke taucht auch gelegentlich in Presseveröffentlichungen auf, wie die nachfolgenden Beispielzitate belegen:
- Ich bin ein eitler Fatzke, und wenn ich ein blaues Auge habe, bin ich nicht happy. (Der Tagesspiegel vom 15. Dezember 2003)
- Monk war nie der Fatzke, der sich Trends und Moden angedient hat. (Die Zeit vom 9. Oktober 1987, Nr. 42)
- Man könnte also sagen, Cipollini sei ein Fatzke, ein aufgeblasener Pfau. (Süddeutsche Zeitung vom 9. Juli 1999)
- So ein Paul Breitner lässt sich von solchen Fatzkes nicht auf der Nase herumtanzen. (Süddeutsche Zeitung vom 20. Februar 1999)

Auch Günter Grass verwendete in seinem Werk Katz und Maus auf Seite 91 den Begriff Fatzke:
- In der Obersekunda und in der Prima trugen einige Fatzkes lächerliche Fliegen.[4]